# Romeo y Julieta

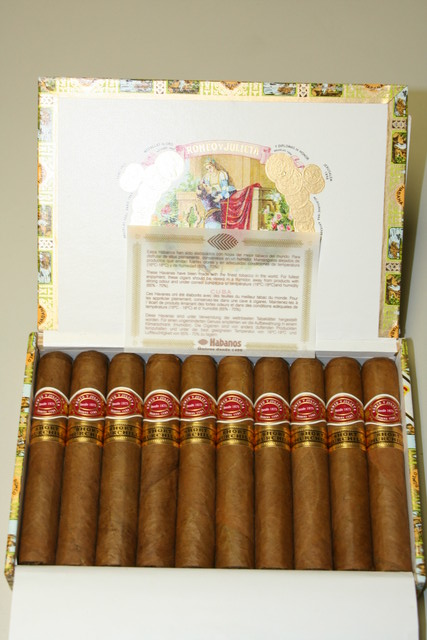
Een doos met Romeo y Julieta-sigaren

Romeo y Julieta is een naam van een sigarenmerk.
Er zijn twee merken die deze naam voor hun sigaar dragen, waarvan één in Cuba wordt geproduceerd en de andere in de Dominicaanse Republiek.
Een zeer bekende RyJ-roker was Winston Churchill en een van de grote formaten van dit merk wordt ter ere van hem ook een 'Churchill' genoemd.
Zie ook: Romeo en Julia